# Wieża Herkulesa
Wieża Herkulesa (hiszp. / gal. Torre de Hércules) – latarnia morska, położona na przylądku na terenie miasta A Coruña w Hiszpanii. Jej wysokość to 49 albo 55 metrów. Jest jedyną zachowaną latarnią morską wzniesioną przez Rzymian i jest najstarszą działającą latarnią morską na świecie.
Została zbudowana przypuszczalnie za panowania cesarza Trajana (między 98 a 117 rokiem n.e.). Nosiła nazwę Farum Brigantium. Do XVI wieku zdążyła popaść w ruinę, ale w 1685 wznowiono jej działanie. Wieżę przebudowywano w 1790 i 1847 roku, z poszanowaniem dla oryginalnej konstrukcji. W latach 90. XX wieku odsłonięto fundamenty z czasów rzymskich.
Jedna z legend o budowie wieży opowiada, jak Herkules przybył tutaj po pokonaniu Geriona i zbudował wieżę w tym miejscu.
W 2009 roku Wieżę Herkulesa wpisano na listę światowego dziedzictwa UNESCO.

## Dane techniczne
- Położenie: 43°23'8.4" N 8°24'23.4" W
- Wysokość wieży: 49 m[2] albo 55 m[1].
- Wysokość światła: 106 m n.p.m.[2]